# جائزة شارلمان الأوروبية للشباب
جائزة شارلمان الأوروبية للشباب تختصر أحيانًا بجائزة شارلمان للشباب، هي جائزة يتم منحها سنويًا منذ عام 2008 من قبل البرلمان الأوروبي ومؤسسة جائزة شارلمان الأصلية للشباب الذين ساهموا في عملية التكامل الأوروبي. مثل جائزة شارلمان، التي كانت موجودة منذ عام 1949، تخلد جائزة الشباب ذكرى شارلمان، حاكم مملكة الفرنجة ومؤسس ما أصبح الإمبراطورية الرومانية المقدسة، الذي أقام ودفن في آخن في ألمانيا اليوم.